# Puerto Rico (Misiones)
Puerto Rico ist eine argentinische Kleinstadt, die in der Provinz Misiones im Nordosten Argentiniens liegt.
Puerto Rico ist die Bezirkshauptstadt des Bezirks Departamento Libertador General San Martín. Gegründet wurde sie im Jahre 1919 durch den deutschen Siedlungspionier Karl Culmey und zunächst von katholischen deutschen und schweizerischen Einwanderern kolonisiert, die sich auf Grund der guten geographischen Lage am Flusse Paraná und der guten Böden für die Landwirtschaft niederließen.
Puerto Rico befindet sich direkt am linken Ufer des Río Paraná und wird im Süden von der Gemeinde Capioví, im Norden und Osten von der Gemeinde Garuhapé und im Westen von Paraguay begrenzt. Die Ruta Nacional 12 verbindet die Stadt mit den nur 170 km entfernten Wasserfällen von Iguazú und der 140 km entfernten Provinzhauptstadt Posadas.
Das Kinderdorf Hogar Jesus Niño in Puerto Rico wird von der deutschen Pfarrer Waldschütz Stiftung geleitet und leistet wie z. B. die Spende eines Feuerwehrwagens einen wertvollen Beitrag für die deutsch-argentinische Freundschaft.

## Bevölkerungsentwicklung
| 1980 | 1991 | 2001   | 2010 |
| ---- | ---- | ------ | ---- |
|      |      | 14.520 |      |

## Bildergalerie

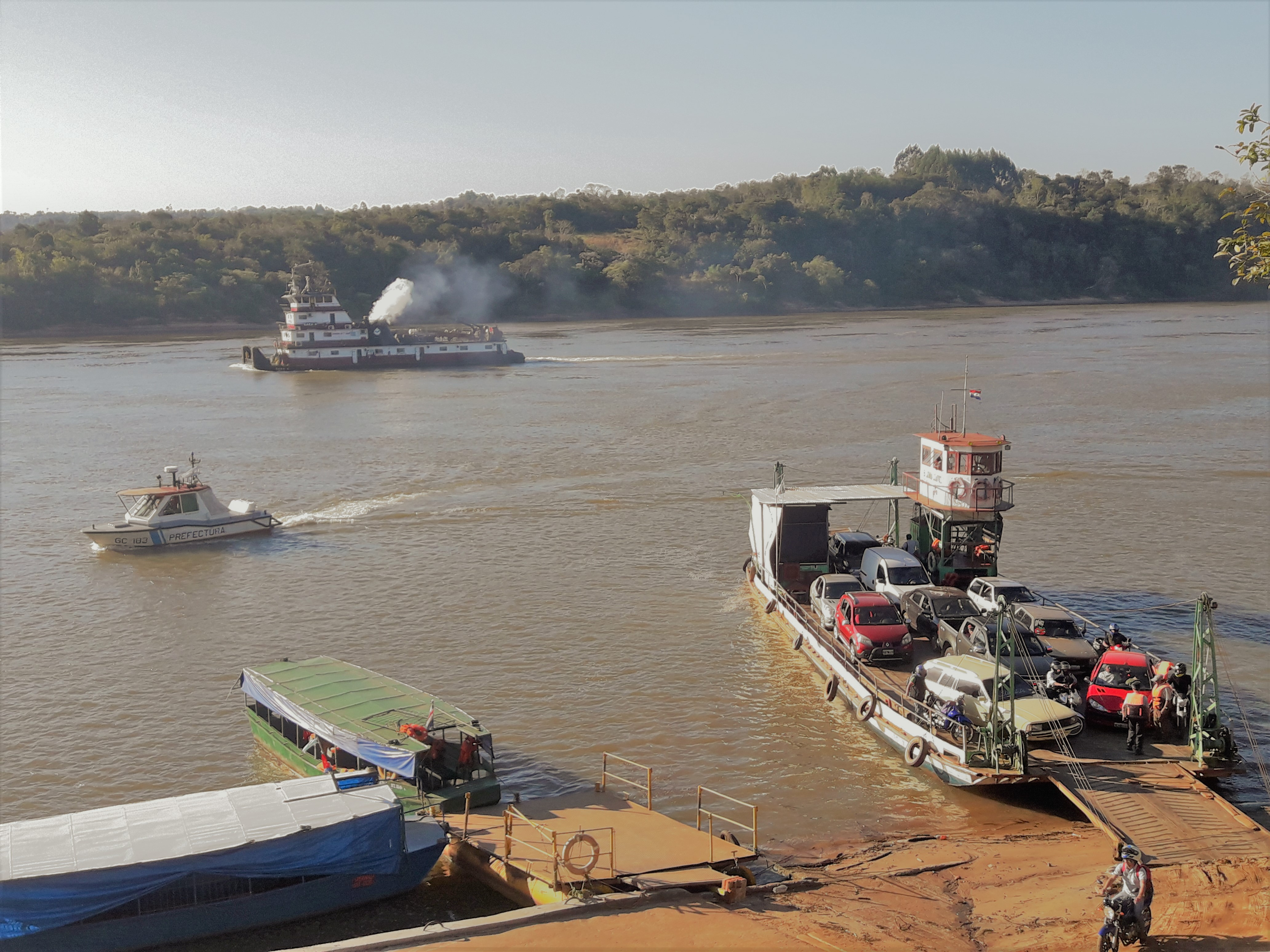
Fähranleger am Río Paraná nach Puerto Triunfo